# Вівсянка скельна
Вівся́нка ске́льна (Emberiza buchanani) — птах родини вівсянкових (Emberizidae). Один з 37-ми видів роду; один з 16-ти видів роду у фауні України. Перелітний птах, гніздиться в передгір'ях Азії. В Україні рідкісний залітний вид.

## Опис

### Зовнішній вигляд
Розміром приблизно з горобця. Маса тіла 19-22 г, довжина тіла біля 17 см. У дорослого самця в шлюбному вбранні голова і шия сірі; навколоочне кільце, «вуса» і горло жовтуваті; спина і верх крил рудувато-бурі, з темною строкатістю; поперек і надхвістя сірувато-бурі: воло, груди і черево руді; підхвістя білувате; махові пера темно-бурі, з рудуватою облямівкою; хвіст темно-бурий, на двох парах крайніх стернових пер біла барва; дзьоб червонуватий; ноги червонувато-бурі; райдужка бура; у позашлюбному оперенні голова і шия бурувато-сірі. Доросла самка забарвлена тьмяніше. Молодий птах буруватий; верх голови, спина, поперек, надхвістя, воло і верх грудей з темними рисками.
Дорослий самець і доросла самка скельної вівсянки від садової вівсянки відрізняються рудим волом, від сивоголової вівсянки — жовтими «вусами» та горлом; молодих птахів цих видів відрізнити складно.

### Звуки
Пісня — дзвінка трель, поклик — неголосне «цік».

## Поширення та умови існування
Ареал скельної вівсянки простягається в горах Передньої, Середньої і Центральної Азії. Оселяється в горах і передгір'ях, її улюблені місця гніздування — кам'янисті схили, порослі рідкою травою та чагарником. Необхідною умовою є наявність джерела води неподалік. Поднімається на висоту до 2000—2700 метрів. Під час прольоту може траплятись в садах, на городах, пустирях та полях. Вид виявлено в Афганістані, Вірменії, Азербайджані, Бутані, Непалі, Китаї, Гонконгу, Індії, Ірані, Ізраїлі, Казахстані, Монголії, Омані, Пакистані, Російській Федерації, Сирії, Таджикистані, Туреччині, Туркменістані та Узбекистані.
Перелітний птах, зимують в деяких частинах Африки, Західної Азії, на крайньому півдні Південної Азії, на Шрі-Ланці, проте більшість птахів — в Індії. Осіння міграція починається рано, на початку серпня.
В Україні рідкісний залітний вид — самець був здобутий на о. Зміїний 25.05.1983 р.

## Чисельність
В Європі чисельність оцінюють в 6200-18600 гніздових пар, однак європейська популяція становить менше 5 % від світової. Сисельність є стабільною.

## Гніздування

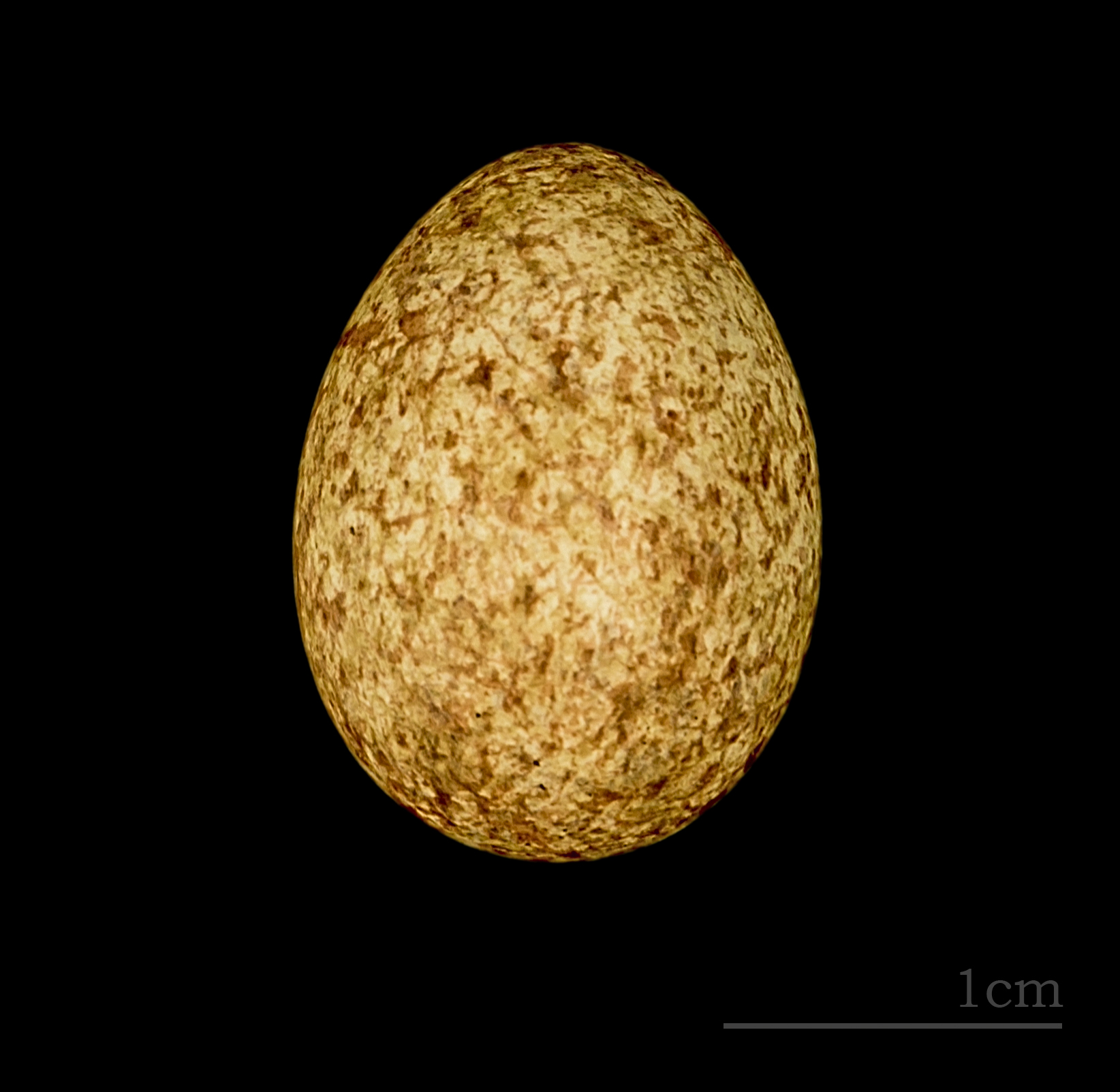
Яйце скельної вівсянки

Навесні з'являється на місцях гніздування з початку квітня до початку травня. Гніздо облаштовує на землі, в прихистку каменя, куща або пучка трави. За будівельний матеріал птахи використовують сухі травинки, листя і кінський волос. Кладка в кінці травня — червні. У повній кладці 4-5 блакитно-зелених, подекуди з бурими і сірими плямами, яєць. Пташенята вилітають з гнізд наприкінці червня — в липні. За деякими даними, у цих птахів буває по дві кладки за сезон, проте даний факт не є доведеним.

## Живлення
Раціон скельної вівсянки складають комахи та різноманітне насіння. Перші складають основу її літньої поживи і слугують кормом для пташенят. Починаючи кочувати в кінці літа, птахи поступово переходять на рослинну їжу.